# Joe Banyard
Joseph Aaron Banyard (Sweetwater, 12 novembre 1988) è un giocatore di football americano statunitense che gioca nel ruolo di running back per i Buffalo Bills della National Football League (NFL). Non selezionato nell'ambito del Draft NFL 2012, fu in seguito ingaggiato dai Jacksonville Jaguars come undrafted free agent. Al college ha giocato a football presso la Texas Christian University prima e la University of Texas at El Paso poi.

## Carriera universitaria
Dopo aver frequentato la Sweetwater High School, presso la cui squadra di football giocò come defensive back, Banyard frequentò per un anno la Texas Christian University con la cui squadra, gli Horned Frogs, non disputò neanche un incontro. In seguito si trasferì presso la University of Texas at El Paso con cui, dopo un 2009 in cui nuovamente non disputò alcun incontro, in due anni scese in campo da titolare in 14 dei 25 incontri disputati correndo complessivamente per 1455 yard e mettendo a segno 14 touchdown.

## Carriera professionistica

### Jacksonville Jaguars e New Orleans Saints
Dopo non esser stato scelto durante il Draft NFL 2012, Banyard firmò come undrafted free agent con i Jaguars il 30 aprile per poi essere svincolato già il 14 maggio. Il 7 giugno venne quindi messo sotto contratto dai Saints con i quali disputò la pre-stagione e l'inizio della stagione regolare.

### Minnesota Vikings
Il 27 novembre firmò con i Vikings che lo integrarono anch'essi nella squadra d'allenamento. Per la stagione 2013, tagliato dai 53 a roster il 31 agosto fu in seguito in un primo momento inserito nella squadra d'allenamento e quindi tagliato prima del debutto stagionale in favore del running back Bradley Randle. Il 10 settembre fu nuovamente reintegrato nella squadra di allenamento.

## Statistiche
| Partite totali             | 23 |
| Partite totali da titolare | 0  |
| Yard su ricezione          | 73 |
| Touchdown su ricezione     | 0  |